# شهود (شهر)
شُهود (به ترکی استانبولی: Şuhut) (ترکی عثمانی: شهود) شهری است در کشور ترکیه که در استان افیون قره‌حصار واقع شده‌است. جمعیت این شهر بر اساس سرشماری سال ۲۰۰۸ میلادی ۱۲٬۲۳۶ نفر و بر اساس برآوردهای سال ۲۰۰۹ میلادی ۱۲٬۴۳۴ نفر می‌باشد.